# Aeolochroma
Aeolochroma is een geslacht van vlinders van de familie spanners (Geometridae), uit de onderfamilie Geometrinae.

## Soorten
- A. acanthina Meyrick, 1888
- A. albifusaria Walker, 1866
- A. amethystina Warren, 1907
- A. bakeri Prout, 1913
- A. chioneschatia Prout, 1924
- A. hypochromaria Guenée, 1857
- A. intima Prout, 1913
- A. languida Warren, 1898
- A. melaleucae Goldfinch, 1929
- A. metarhodata Walker, 1863
- A. mniaria Goldfinch, 1929
- A. modesta Warren, 1903
- A. perviridata Warren, 1903
- A. prasina Warren, 1896
- A. purpurissa Warren, 1906
- A. quadrilinea Lucas, 1892
- A. rhodochlora Goldfinch, 1929
- A. saturataria Walker, 1866
- A. subrubella Warren, 1903
- A. subrubescens Warren, 1896
- A. turneri Lucas, 1890
- A. unitaria Walker, 1860
- A. venia Prout, 1924
- A. viridicata Lucas, 1890
- A. viridimedia Prout, 1916